# Kaplica św. Jerzego w Nowem
Kaplica św. Jerzego w Nowem – gotycka kaplica z cegły, pod wezwaniem św. Jerzego, obecnie cmentarna, znajdująca się w Nowem, przy skrzyżowaniu ulic Komierowskiego i Kolejowej.

## Architektura
Kaplica św. Jerzego w Nowem zbudowana została w XV wieku na rzucie wydłużonego ośmioboku, według wzoru Kopuły na Skale, utożsamianej w średniowieczu ze Świątynią Jerozolimską. Dach zwieńczony jest pośrodku małą, drewnianą, kwadratową wieżyczką. Na zewnętrznej stronie kaplica posiadała w rogach cztery szerokie słupy wzmacniające ściany świątyni, tzw. skarpy, a od północnej strony zakrystię. Na początku XIX wieku usunięto słupy oraz zakrystię. Po skarpach pozostały tylko fragmenty znajdujące się pod ziemią oraz zaokrąglone, otynkowane występy.
Przy kaplicy znajduje się zabytkowy cmentarz, na którym chowano zmarłych parafian od 1694 do 1964 roku.

## Historia
Najstarsze wzmianki o kaplicy św. Jerzego w Nowem pochodzą z 1474 roku. Miała ona funkcję przyszpitalnej kaplicy. Szpital, pełniący głównie rolę przytułku dla osób starszych, wraz z kaplicą, zbudowano poza murami miasta. Dawniej ludność Nowego utrzymywała jednak, że kaplica jest starsza od fary i pierwotnie stanowiła kościół parafialny. Kościółek był prepozyturą i codziennie na zmianę odprawiał w nim mszę inny kapłan, a jako uposażenie posiadał trzy włóki.
Gdy w latach 40. XVI wieku kościół klasztorny i farę przejęli luteranie, kaplica św. Jerzego, przez około czterdzieści lat, pozostawała jedyną świątynią katolicką w mieście. Wewnątrz, przed głównym ołtarzem, pochowany został ostatni zakonnik z klasztoru bernardynów w Nowem, o. Roman Wax, zmarły 22 czerwca 1822 roku. Po kasacie klasztoru część jego wyposażenia przeniesiono do kaplicy.
Zrujnowany budynek szpitala został rozebrany w 1828 roku, podczas budowy drogi z Gdańska, a w 1861 roku wzniesiono nowy szpital, którego budynek, tak jak i kaplica, nadal należy do parafii św. Mateusza, zaś obecnie zamieszkuje go grabarz.
W połowie lat 50. XX wieku w kaplicy przejściowo prowadzono lekcje religii, kiedy przestały odbywać się w szkołach, a w tym czasie była w tym celu przygotowywana salka katechetyczna w starej baszcie. W 2011 roku przeprowadzono gruntowny remont kaplicy.
Kaplica św. Jerzego od kilkudziesięciu lat pełni rolę kostnicy. Odprawia się w niej również msze w Dzień Zaduszny oraz 24 kwietnia, w uroczystość jej patrona.